# Буди-Вольські (Лодзинське воєводство)
Буди-Вольські (пол. Budy Wolskie) — село в Польщі, у гміні Александрув-Лодзький Зґерського повіту Лодзинського воєводства.
Населення — 173 особи (2011).

## Демографія
Демографічна структура станом на 31 березня 2011 року:
|          | Загалом | Допрацездатний вік | Працездатний вік | Постпрацездатний вік |
| -------- | ------- | ------------------ | ---------------- | -------------------- |
| Чоловіки | 91      | 19                 | 66               | 6                    |
| Жінки    | 82      | 13                 | 55               | 14                   |
| Разом    | 173     | 32                 | 121              | 20                   |